# Майк Варшавскі
Михаїл Варшавський, DO (рос. Михаил Варшавский; народився 12 листопада 1989 р.), відомий як Майк Варшавський або Doctor Mike — американський медик-знаменитість та сімейний лікар. Його акаунт в Instagram набув вірусної популярності після того, як про нього написали у BuzzFeed, а журнал People назвав його «найсексуальнішим нині живим лікарем» у випуску за 2015 рік. У нього є канал YouTube з розважальними відео і порадами на медичну тематику.

## Раннє життя

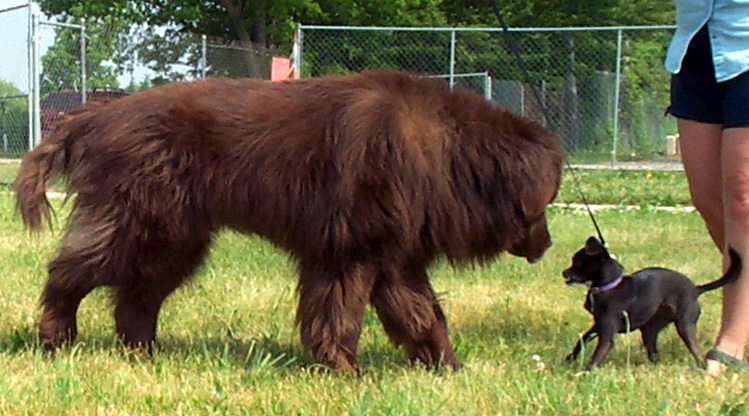
Беар, собака Варшавскі

Варшавскі народився 12 листопада 1989 року в Саранську (нині Росія) в єврейській сім'ї. У нього є старша сестра Даша та племінники на ім'я Даніель, Стівен та Арі. Його батько був лікарем, випускником Третього медичного інституту Москви, а мати викладала математику. Сім'я емігрувала до Брукліна, коли йому було шість років. У Брукліні його матері довелося працювати прибиральницею за мінімальну заробітну плату, тоді як батько вдруге здобував медичну освіту. В одному з інтерв'ю Михаїл розповів, що люди не вважали його розумним, бо він не говорив англійською.
Прізвисько «Доктор Майк» Варшавскі отримав у старшій школі від друзів, які приходили до нього зі спортивними травмами, знаючи, що батько Варшавскі — лікар. Спостерігаючи за відносинами батька із пацієнтами, він захотів стати лікарем теж. Він вступив до Нью-Йоркського технологічного інституту і був прийнятий на прискорений семирічний комбінований курс здобуття ступеня бакалавра в галузі наук про життя та ступеня доктора остеопатичної медицини. У 2014 році він розпочав резиденцію в програмі сімейної медицини у медичному центрі Оверлук, що входить до приватної неприбуткової медичної компанії Atlantic Health System, і закінчив її в 2017 році. Коли він був на першому курсі програми, його мати померла від лейкемії. Він вирішив переїхати назад до батька, а ще  завів хаскі на ім'я Роксі. Раніше Варшавський зустрічався з переможицею конкурсу «Міс Всесвіт» Пією Вюрцбах.

## Кар'єра
На початку 2012 року Варшавскі зареєструвався в Instagram, щоб задокументувати своє життя студента-медика та боротися з думкою, що «у студента-медика нема життя». Він розповідає, що не був популярним у в старшій школі і йому було складно розмовляти з дівчатами, і що він був неорганізованим і не міг добре говорити на публіці. Однак у коледжі він пообіцяв собі навчитися розмовляти з дівчатами та вийти за межі зони комфорту, і також читав книжку «Як здобувати друзів і впливати на людей» Дейла Карнегі.
Варшавскі привернув увагу ЗМІ у серпні 2015 року, коли сайт BuzzFeed опублікував про нього статтю під назвою «Ем, вам справді потрібно побачити цього гарячого лікаря та його собаку», де йшлося про його гарну зовнішність і стосунки із його собакою Роксі. У листопаді того ж року журнал People назвав його «Найсексуальнішим нині живим лікарем» у своєму випуску «Найсексуальніший нині живий чоловік», після чого його акаунт в Instagram став популярним. На той час він жив на Стейтен-Айленді.
Наприкінці 2015 року Варшавскі заснував фонд Limitless Tomorrow («Безмежне завтра»), щоб надавати стипендії студентам, і збирав на це гроші, виставляючи зустрічі з собою на аукціон через свої акаунти в соціальних мережах. У січні 2016 року програма для знайомств Coffee Meets Bagel влаштувала благодійну лотерею з білетами по 10 доларів на побачення з Варшавскі; кампанія зібрала 91 000 доларів для його фонду.
У 2017 році, через рік після того, як він запустив свій канал на YouTube, Варшавскі виступив на TEDx MonteCarlo з темою «Епідемія експертів, які все знають». Станом на липень 2021 відео з цим виступом переглянуто 2,5 мільйони разів.
У 2018 році, після проходження резиденції, він почав працювати у сімейній практиці Chatham Family Medicine, що входить до мережі Atlantic Health System, у Чатемі, штат Нью-Джерсі.
12 листопада 2020 року, з нагоди свого 31-го дня народження Варшавскі відвідав Маямі, де взяв участь пляжній вечірці з безліччю інших людей без масок під час пандемії COVID-19. Зйомка з події була опублікована в Instagram і широко поширилась, зокрема на Reddit. 18 листопада Варшавскі завантажив відео з вибаченнями на третинному каналі, на який нема посилання з його головного каналу, сказавши: «Я впоров дурницю. […] Я маю бути уважнішим». Його участь у вечірці розкритикували кілька медичних працівників у статті, опублікованій на Medscape.

## Філантропія
У липні 2019 року Варшавскі поширював обізнаність щодо гуманітарної організації Save a Child's Heart («Врятуй серце дитини»), опублікувавши фотографію з п'ятитисячним пацієнтом організації під час поїздки до Ізраїлю.
У березні 2020 року, під час дефіциту засобів у медичного персоналу через пандемію COVID-19, він передав масок N95 на суму 50 000 доларів США.

## Нагороди та номінації
Варшавський виграв премію Webby Awards 2020 у номінації «Освіта та відкриття», а також у «Здоров'я та фітнес» в соціальній категорії.